# Ecatonchiri

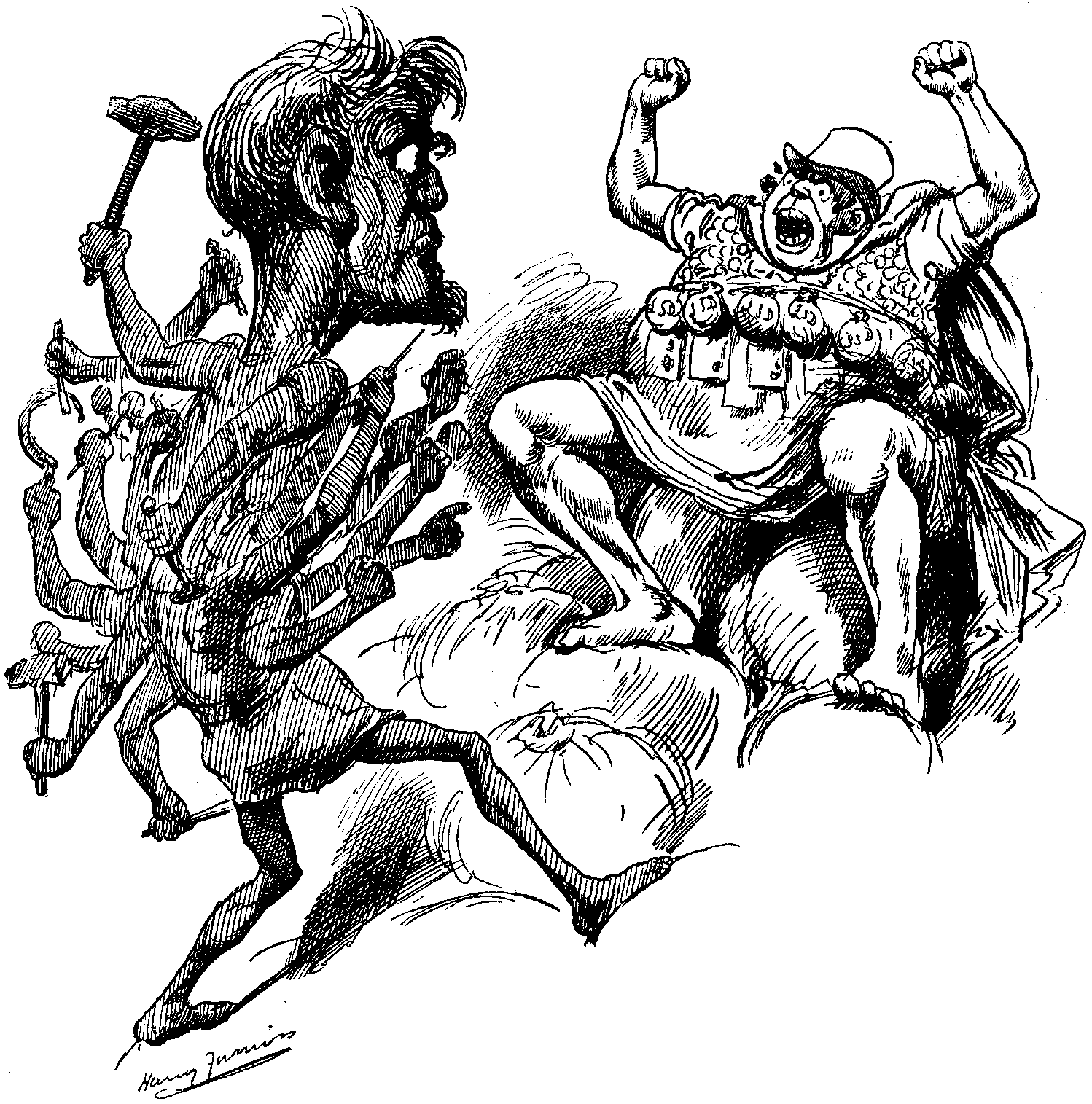
Briareo qui è allegoria della minaccia dei disordini sindacali, in un fumetto politico del 1890

Gli Ecatonchiri (in greco antico: Ἑκατόγχειρες?, Hekatóncheires, "che hanno cento mani"; in latino Hecatonchīres o Centimanī) sono figure della mitologia greca.
Erano figli di Urano (il cielo) e di Gea (la terra), che venne fecondata dalla pioggia che Urano fece cadere dal cielo.
Gli Ecatonchiri erano tre, di nome Cotto, Briareo e Gige. Ognuno di loro aveva cento braccia e cinquanta teste che sputavano fuoco. 
Il padre, che temeva la loro forza, li gettò nel Tartaro, ovvero la parte più remota ed oscura degli inferi, assieme ai Ciclopi, loro fratelli, controllati dal terribile mostro Campe (servitrice di Crono, re dei Titani). Da qui furono liberati da Zeus che dopo averli rifocillati con nettare e ambrosia, li coinvolge nella titanomachia, dove diverranno così decisivi, e che si concluderà con la sconfitta dei titani alleati di Crono e la loro segregazione nel Tartaro, chiuso da mura e da porte di bronzo costruite appositamente da Poseidone e guardati a vista dagli stessi tre Centimani.
In seguito si ribellarono anch'essi a Zeus e parteciparono alla gigantomachia, ma non riuscirono a sopraffare gli Olimpi.

## I nomi
I tre giganti sono chiamati Cotto, Briareo e Gige. Il primo era un nome comune della Tracia e molto probabilmente legato a quello della dea Kotys. Il secondo, anche detto Obriareus, deriva dal greco βριαρός che significa “forte”. L’ultimo, chiamato anche Gie, si rifaceva al re greco Ogyges (Ὠγύγης).
Nella Teogonia di Esiodo si fa riferimento ai tre centimani in due modi: o li si indica come “gli dei che Zeus ha tirato fuori dalle tenebre” o si usano i loro singoli nomi. Il sostantivo "ecatonchiri", che deriva dal greco ἑκατόν (hekaton, "cento"), e χείρ (cheir, "mano” o "braccio") non è mai utilizzato. 
L’Iliade utilizza semplicemente l’aggettivo "ecatonchirio"(ἑκατόγχειρος), i.e. "dalle cento mani" per descrivere Briareo. Tuttavia, il primo ad utilizzare il sostantivo è Apollodoro.

## Mitologia

### Gli esseri dalle cento mani
I fratelli Cotto, Briareo e Gige sono tre dei diciotto figli di Urano e Gea. Secondo Esiodo, sono gli ultimi della progenie; secondo Apollodoro i primi. Nella mitologia esiodea, i tre giocano un ruolo chiave nella trasmissione del mito greco, perché raccontano come Crono spodesta il padre Urano. Secondo il mito, i tre vengono imprigionati dal padre insieme ai loro fratelli Ciclopi. Urano incorona Crono signore del cosmo e questi, con la sorella Rea, dà vita a una lunga discendenza. Tuttavia, i figli sono ingoiati uno a uno poco dopo la loro nascita. Solo l’ultimo, Zeus, riesce a salvarsi e a liberare i fratelli, dando origine agli dei olimpici. Così inizia la titanomachia, la lotta tra la nuova e la vecchia generazione per il controllo del cosmo.
Seguendo il consiglio di Gea, Zeus libera dalla schiavitù gli “esseri dalle cento mani” e vince la guerra, imprigionando poi i Titani nel Tartaro e facendoli sorvegliare dai Centimani. 
Il poema epico Titanomachia, purtroppo disperso, contiene versioni diverse degli eventi: qui, la lotta dei Centimani è contro i nuovi dei, al fianco dei Titani, e non il contrario.
Secondo Palefato, Cotto e Briareo non sono giganti, bensì uomini, (chiamati in quel modo perché provenienti da Hecatoncheiria), che aiutano gli dei olimpici per scacciare i Titani dalla loro città.

### Briareo/Egeone

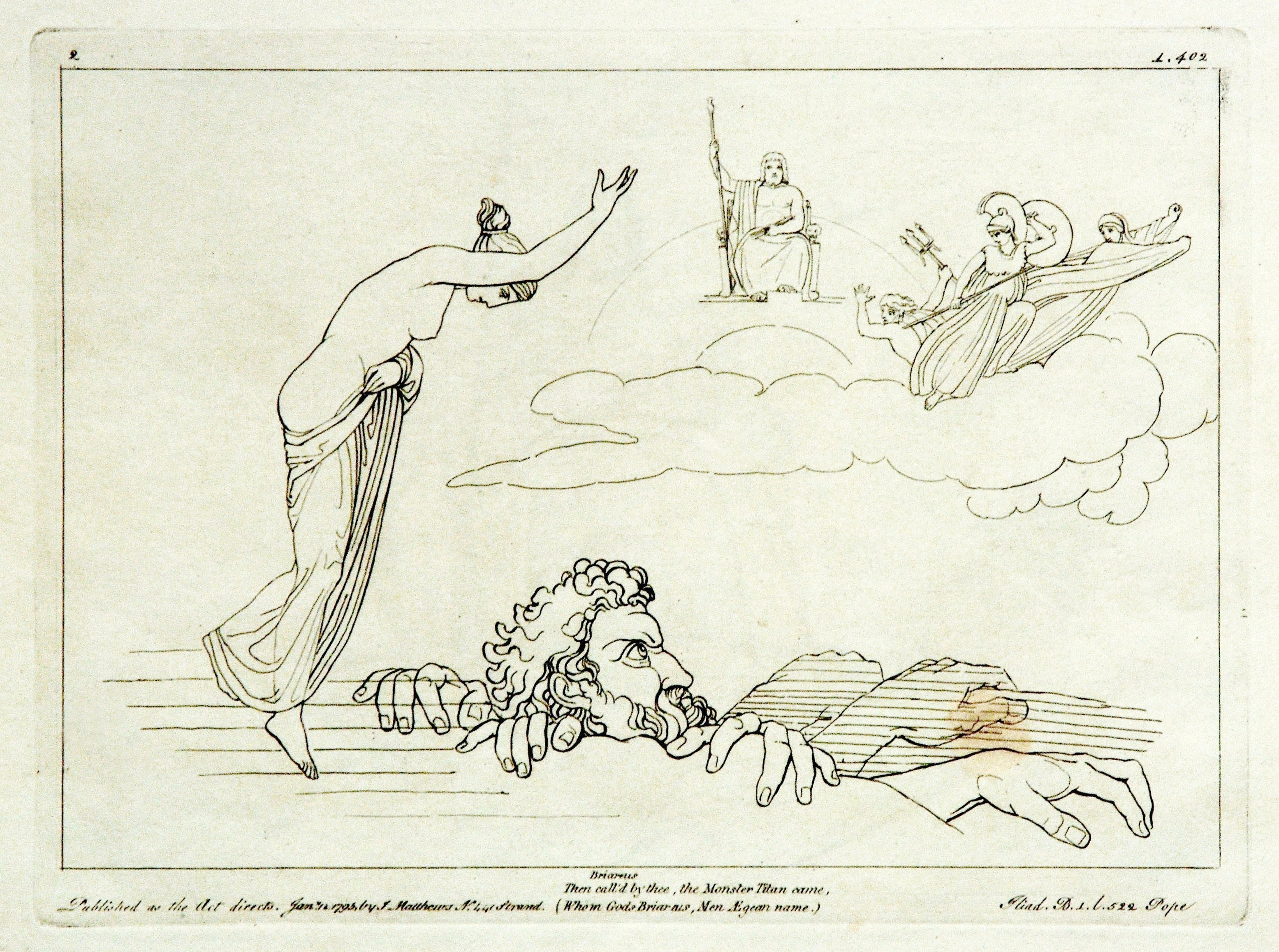
Briareo, convocato all'Olimpo da Teti per sedare la rivolta di Poseidone, Atena ed Era contro Zeus. Da Poseidone, Atena ed Era. Disegno di John Flaxman.

Tra i tre fratelli, Briareo è forse il più importante. Come scritto in Teogonia, è il più buono e, per questo, viene ricompensato da Poseidone, che gli dona in sposa sua figlia Cimopolea.
Omero spiega che Briareo è il nome utilizzato dagli dei, mentre Egeone è quello assegnatogli dagli uomini. Nell'Iliade l’autore racconta che Era, Poseidone e Atena vogliono incatenare Zeus e chiamano in loro soccorso “colui dalle cento mani, che gli dei chiamano Briareo e gli uomini Egeone. Questi si sedette accanto a Zeus e gli dei olimpici ebbero paura di lui”.
Apollonio Rodio, poeta del III secolo a.C., nel poema epico Titanomachia utilizzava entrambi i termini.  

#### Alleato dei Titani
Se per Esiodo e Omero il potente centimani Briareo è un fedele alleato di Zeus, nella Titanomachia ci viene raccontato ben altro: Egeone è figlio di Gea e Ponto (re del mare prima di Poseidone), non di Urano, e combatte per i Titani, non per gli dei. A quanto detto da Apollonio Rodio, inoltre, il gigante è sconfitto da Poseidone. 
Anche per i poeti latini Virgilio e Ovidio, Briareo è nemico degli dei. Nell’Eneide, infatti, vediamo Egeone in guerra contro di loro, “con cinquanta scudi e cinquanta spade”. In Fasti, l’autore racconta che, per restaurare il potere dei Titani, il gigante sacrifica un bue, bruciando poi le sue interiora, come vuole la profezia.  

#### Legame con il mare
Nella Titanomachia, Egeone è figlio di Ponto e vive nel mare. L’associazione con l’acqua è presente già in Omero e Esiodo, secondo cui il gigante viveva lontano dai fratelli, con la ninfa Cimopolea, figlia di Poseidone.
Anche il nome greco Αἰγαίων (Aegaeon), ci dà un indizio: la radice αἰγ- è tipica delle parole associate al mare: αἰγιαλός riva, αἰγες e αἰγάδες, onde. 
In Metamorfosi, Ovidio lo descrive come “un re del mare scuro, le cui forti braccia possono sconfiggere enormi balene” e Plinio dice che il gigante fu il primo a salpare su una “lunga nave”. 

#### Eubea
Briareo/Egeone ha un legame particolare con l’isola greca Eubea.
Probabilmente, Briareo ed Egeone erano due entità separate all’inizio. Spiega lo scrittore romano Solino che Briareo venne portato a Carystus, mentre Egeone a Calcide.
Un'altra ipotesi è quella secondo cui Egeone è il nome di un regnante di Carystus e che Briareo fosse il padre di Eubea, alla quale venne intitolata l’isola. 

#### Poseidone
Il gigante è legato anche alla figura di Poseidone. Secondo Omero, il suo palazzo si trova proprio ad Aegae e il dio stesso viene chiamato anche Aegaeon o Aegaeus (Αἰγαῖος).
Un'altra possibilità, è quella secondo cui Aegaeon (Αἰγαίων), sarebbe un patronimico: “figlio di Aegaeus” o “l’uomo di Aegae”. 
Una leggenda corinzia dice che Briareo fa da moderatore in una disputa tra Poseidone ed Elio (Sole) per Corinto: il centimano dà al primo la parte della città più vicina al mare e al secondo l’acropoli. 

#### Sepolto sotto l'Etna e inventore dell'armatura
Il poeta Callimaco e lo scrittore Filostrato dicono che Briareo, scambiato per un gigante, viene seppellito sotto l’Etna. Questi, muovendo le spalle da una parte all’altra, sarebbe stato la causa dei terremoti.
Secondo i papiri di Ossirinco, “il primo a utilizzare un’armatura di metallo fu Briareo; fino a quel momento gli uomini avevano utilizzato la pelle degli animali”. 

#### Possibili origini
L'entità Briareo/Egeone può anche essere legata alla figura di un mostro marino, così che possa spiegare la forza incontrollabile del mare. 
Potrebbe anche essere un dio precedente a Poseidone, o la versione greca del mito orientale che vedeva scontrarsi Yammu (mare) e Baal (tempesta).

## Fonti principali

### Teogonia
Secondo Esiodo, Urano e Gea hanno diciotto figli: dodici Titani, tre Ciclopi e, per ultimi, tre centimani. L’opera recita: “Poi, dall’unione tra Cielo e Terra nacquero altri tre figli, giganteschi, forti e presuntuosi: erano Cotto, Briareo e Gige. Cento braccia si sviluppavano dalle loro spalle e cento teste da ciascuna spalla; la loro forza era immensa".
Urano odia i suoi figli, tanto che "li legò, non curante della loro stazza, e li imprigionò nelle profondità della Terra, dove doloranti e sofferenti rimasero a lungo, con la tristezza nel cuore”. È il titano Crono a castrare il padre Urano e liberare i suoi fratelli (tranne i Centimani), diventando così il nuovo dio del cosmo. Crono sposa la sorella Rea, da cui ha cinque figli, tutti inghiottiti appena nati, tranne l’ultimo, Zeus, salvato dalla madre e cresciuto dalla nonna Gea. Quando Zeus cresce, costringe il padre a “restituirgli” i suoi fratelli. Ecco che comincia la Titanomachia, guerra che vede Zeus e i suoi fratelli, da una parte, e Crono e i Titani, dall'altra.
Grazie alla profezia di Gea, secondo cui Zeus avrebbe potuto vincere solo con l’aiuto dei Centimani, i tre fratelli giganti rivedono la luce. Prima di unirsi alla guerra, il dio fa mangiare loro nettare e ambrosia. Cotto, parlando anche per i fratelli Centimani, ringrazia Zeus di averli tirati fuori dalle tenebre e slegato le loro catene, cosa che pensavano non potesse succedere. Ecco, quindi, il motivo per cui avrebbero partecipato con entusiasmo alla guerra contro i Titani.
Con un masso in ciascuna mano, Cotto, Briareo e Gige eclissano i Titani. Seguendo l’esempio di Urano, i tre fratelli li legano e li fanno affondare quanto più possibile nelle profondità della Terra.
Il destino dei Centimani è poco chiaro: all’inizio di Teogonia, ci viene detto che i tre fratelli ritornano a Tartaro, vicino le prigioni dei Titani; più avanti, leggiamo che Cotto e Gige vivono in ville sull’oceano, mentre Briareo, premiato da Poseidone per la sua bontà, sposa Cimopolea, figlia del dio del mare. 

### L'Iliade
In quest’opera, il nome di Briareo è accennato dall’autore quando: dice che il gigante ha in realtà anche un secondo nome, Aegaeon; si parla della guerra tra titani e dei; in un episodio della vita di Achille. Il guerriero, chiedendo alla madre di intercedere per lui con Zeus, le ricorda di quando lei gli raccontava di avere salvato il dio, in lotta con i fratelli, dopo aver portato Briareo sull’Olimpo. 

### La Titanomachia
Non possiamo dirlo con certezza, perché il poema epico è disperso, ma, basandoci sul titolo, l’argomento trattato doveva essere la guerra tra gli dei dell’Olimpo e i titani. Nonostante fosse stata scritta dopo, Titanomachia presentava una versione dei fatti diversa da quella riportata in Teogonia. Apollonio Rodio, infatti, scrive che Briareo è figlio della Terra e del Mare, dove vive, e combatte al fianco dei titani.

### Ione di Chio
Anche il poeta del quinto secolo A.C. scrive che Aegaeon vive nel mare ed è figlio di Talassa.

### Virgilio
Virgilio, come Esiodo, racconta che i Centimani vengono dal sottosuolo, insieme a creature bestiali quali centauri, Scilla, l’Idra di Lerna, la Chimera, le gorgoni, le arpie e Gerione.
Nell’Eneide, il poeta rappresenta Briareo con cento braccia e cento mani, tutti con una spada e uno scudo per proteggersi dai fulmini di Giove. Capiamo, quindi, che secondo Virgilio i Centimani combattono al fianco dei titani nella guerra contro gli dei.
Anche Servio sembrerebbe conoscere due versioni diverse della Titanomachia: una in cui i centimani combattono a fianco degli dei olimpici e una in cui si alleano ai Titani.

### Ovidio
Il poeta latino fa riferimento a Briareo e Gige nei suoi poemi. In Fasti, Briareo appare come “la stella del Nibbio” (probabilmente un astro o una costellazione che prendono il nome dal volatile) che arriva per dimorare nei cieli. Secondo Ovidio, la madre Terra dà vita a un figlio mostruoso, parte toro e parte serpente, a cui viene predetto che chi avrebbe bruciato le sue interiora, sarebbe riuscito a sconfiggere gli dei. Avvisato dalle tre Moire, il fiume Stige chiude il gigante in un bosco oscuro senza vie di fuga. Dopo che i Titani sono sconfitti, Briareo sacrifica il toro con un’ascia, ma mentre sta per bruciare le interiora, i nibbi inviati da Giove riescono a sottrargliele e portarle via. Come ricompensa, il dio olimpico gli dedica una costellazione.
In Metamorfosi, Ovidio descrive Aegaeon come un dio marino di colore scuro, le cui braccia forti possono sconfiggere le balene più forti.
In entrambi i poemi, lo scrittore segue la tradizione mitologica riportata nella Titanomachia, dove Briareo è figlio di Pontus e alleato dei Titani. 
In Amores, viene citato anche Gige, nell’episodio in cui la Terra tenta debolmente di vendicarsi e arrivare a Ossa e in Fasti, vediamo Cerere (Demetria) lamentarsi del rapimento di sua figlia e dire: “quale destino peggiore avrei sofferto se Gige avesse vinto e fossi stata io la sua prigioniera”. In entrambi i poemi, Ovidio confonde i centimani con i Giganti (un'altra discendenza di Gea), che invece assaltano l’Olimpo nella Gigantomachia. 

### Apollodoro
Come Ovidio, anche lo storico greco Apollodoro parla dei centimani, ma in modo diverso. Secondo lui, i tre fratelli sono i primi figli di Urano e Gea, seguiti poi dai Ciclopi e i Titani.
Lo storico li descrive “di statura senza eguali e con cento mani e cinquanta teste”. Urano imprigiona i centimani e i ciclopi nel Tartaro, “un posto buio nell’Ade, tanto distante dalla Terra quanto quest’ultima lo è dal cielo”, ma, contrariamente a quanto dice Esiodo, non vengono incatenati. Dopo aver sconfitto Urano, i Titani liberano i fratelli e fannodi Crono il loro sovrano. È proprio Crono, però, a segregare di nuovo i sei familiari.
Nel decimo anno dall’inizio della Titanomachia, Zeus apprende da Gea che per vincere, avrebbe avuto bisogno di centimani e ciclopi: ecco che li libera.

### Altri
In Leggi, Platone cita brevemente “Briareo e le sue cento mani”.
Orazio menziona due volte Gige, associandolo alla Chimera. i due diventano esempi di un potere malvagio, odiato dagli dei.
Anche Servio sembrerebbe conoscere due versioni diverse della Titanomachia: una in cui i centimani combatterono a fianco degli dei olimpici, come dice anche Esiodo, e una in cui furono alleati dai Titani, come scritto nella versione perduta del poema. 
Nel suo Dionisiache, Nonno di Panopoli menziona Briareo con le sue “mani scattanti” e Aegaeon come il “protettore delle leggi di Zeus”.

## Nella letteratura
Briareo viene citato due volte nella Divina Commedia di Dante: è il primo gigante che troviamo nel nono cerchio dell’Inferno ed è un esempio di superbia, scolpito nella pavimentazione della prima cornice del Purgatorio.

## Nella cultura di massa
- Nel romanzo Lunedì inizia sabato dei fratelli Strugatskij (1965), Briareo, Cotto e Gige vivono nel vivarium dell'istituto di ricerca per la magia e la stregoneria di Solovets e alle volte vengono impiegati per lavori di fatica, come trasportare e caricare sui camion le attrezzature scientifiche.
- Nel videogioco per PlayStation 3 God of War: Ascension l'ecatonchiro Briareo si ribella a Zeus, con il quale era stato alleato nel corso della Titanomachia. Avendo tradito il suo patto di alleanza con Zeus, Briareo scatena l'intervento delle Erinni, che lo catturano, lo torturano e trasformano il suo corpo in una gigantesca fortezza vivente nella quale rinchiudono i traditori da loro puniti. In questa fortezza verrà anche rinchiuso per breve periodo il protagonista Kratos per avere violato il suo patto di fedeltà con Ares.
- Briareo compare nel quarto volume della saga di Percy Jackson e gli dei dell'olimpo. È tenuto prigioniero da Campe nel carcere di alcatraz, terrorizzato dal ritorno dei titani. Viene salvato da i protagonisti Percy Jackson, Annabeth Chase, Tyson e Grover. Una volta liberato, e convinto a combattere da Tyson e Dedalo, si unisce prima alla Battaglia del labirinto e poi alla guerra dei titani unendosi con gli dei contro Tifone nel quinto e ultimo volume della prima saga.
- In Street Fighter V di Capcom Hecatoncheires è il nome di una delle mosse speciali appartenenti a Seth, con la quale può scagliare una violenta raffica di pugni come se fosse dotato, appunto, di molte braccia.